# فرودگاه کراونپوینت
فرودگاه کراونپوینت (به انگلیسی: Crownpoint Airport) یک فرودگاه همگانی بهره‌برداری هوایی است که یک باند فرود آسفالت دارد و طول باند آن ۱۷۷۴ متر است. این فرودگاه در کشور ایالات متحده آمریکا قرار دارد و در ارتفاع ۲۰۴۱ متری از سطح دریا واقع شده‌است.